# Banikoara
Banikoara is een van de 77 gemeenten (communes) in Benin. De gemeente ligt in het departement Alibori en telt 246.575 inwoners (2013). De gemeente is onderverdeeld in tien arrondissementen:
- Banikoara
- Founougo
- Gomparou
- Goumori
- Kokey
- Kokiborou
- Ounet
- Somperoukou
- Soroko
- Toura

Ongeveer de helft van de bevolking werkte in 2011 in de landbouw. Banikoara is de Beninese gemeente waar het meeste katoen wordt verbouwd. Andere belangrijke gewassen zijn maïs, sorghum, rijst, yams, maniok en soja. Er is ook extensieve veeteelt. Er zijn wegverbindingen naar Kérou en naar Kérémou en zo naar de grensovergang met Burkina Faso.

## Geografie
De gemeente ligt in het noordwesten van het departement en heeft een oppervlakte van 4.383 km². In het westen grenst ze aan Burkina Faso. Ongeveer 50% van de oppervlakte van de gemeente bestaat uit natuurgebied. Een deel van het Nationaal park W strekt zich uit over Banikoara.
De gemiddelde jaartemperatuur bedraagt 27,5° C en de gemiddelde jaarlijkse neerslaghoeveelheid 850 mm. Er zijn twee onderscheiden seizoenen, een droog en een regenseizoen.

## Bevolking
In 2002 telde de gemeente 152.028 inwoners. In 2020 waren dat ongeveer 240.000 inwoners.
Opm: Bevolkingscijfers in duizendtallen
Bron: Banikoara Commune in Benin; 1979-2013: volkstellingen
Bron: Institut National de la Statistique Benin; 2013: volkstelling

## Afbeeldingen

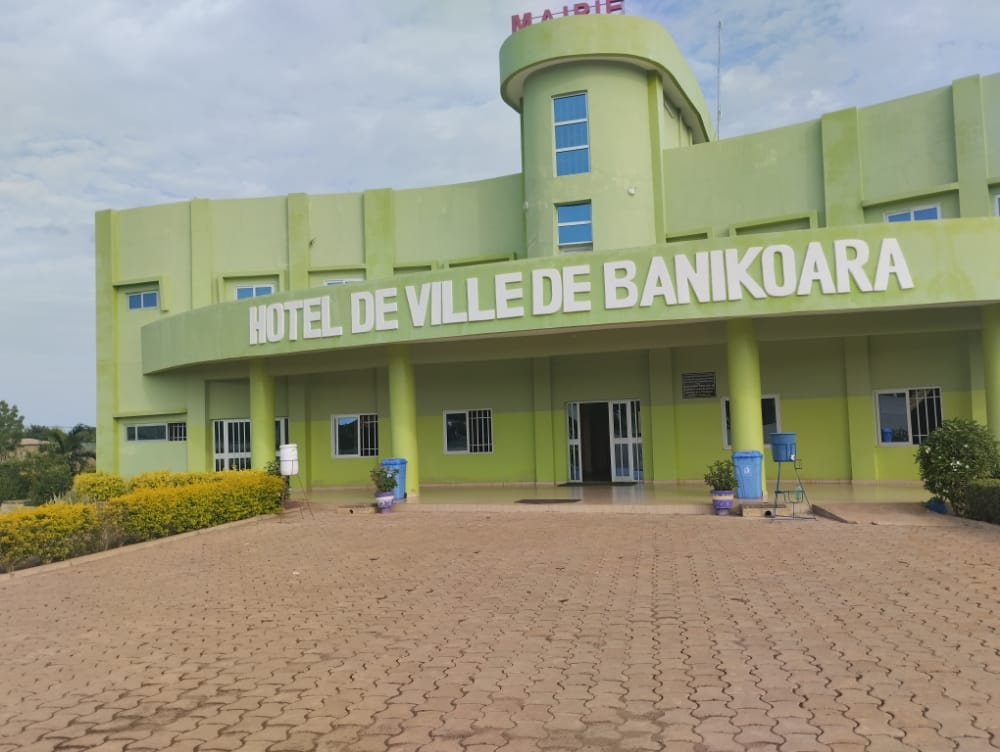
Gemeentehuis
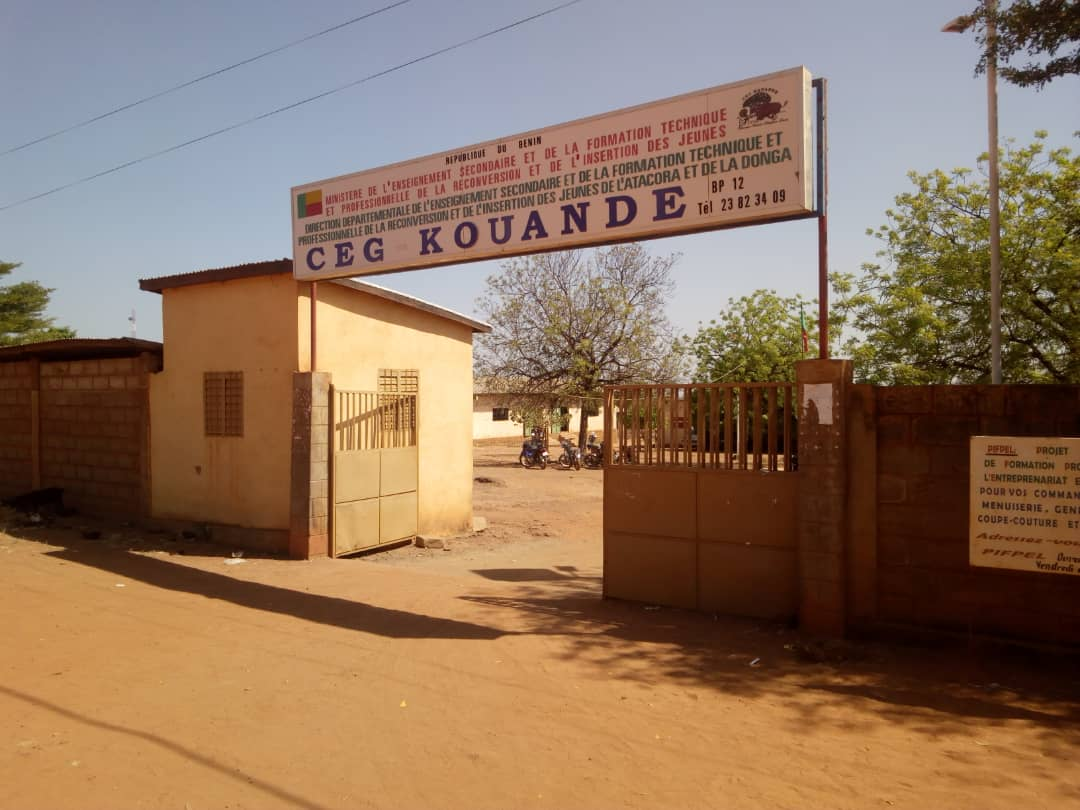
Lokale entree van een voorziening in Banikoara
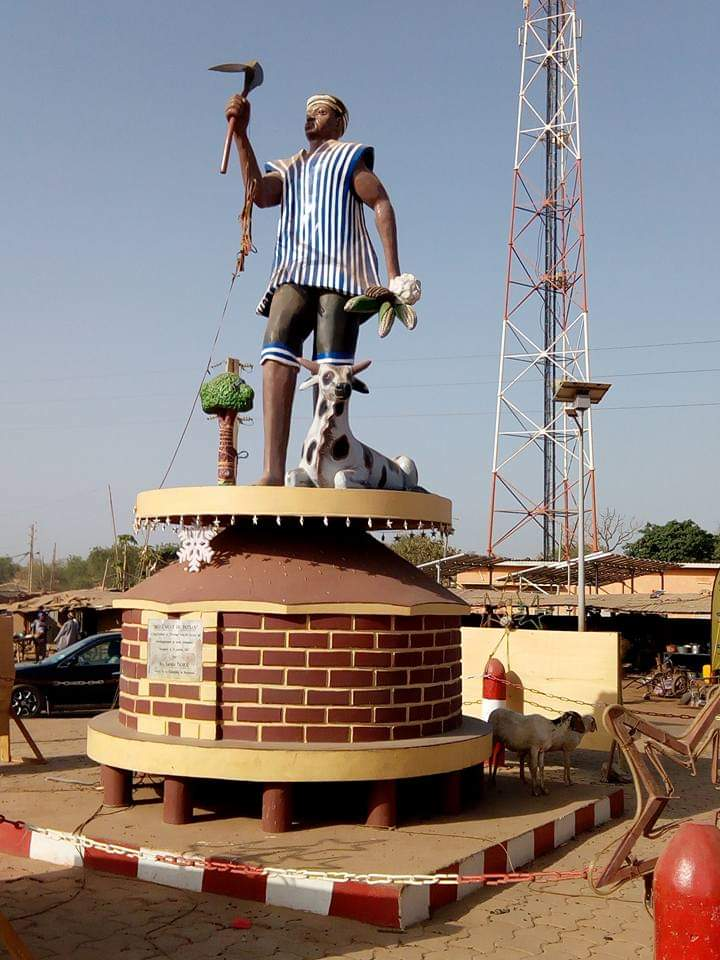
Standbeeld
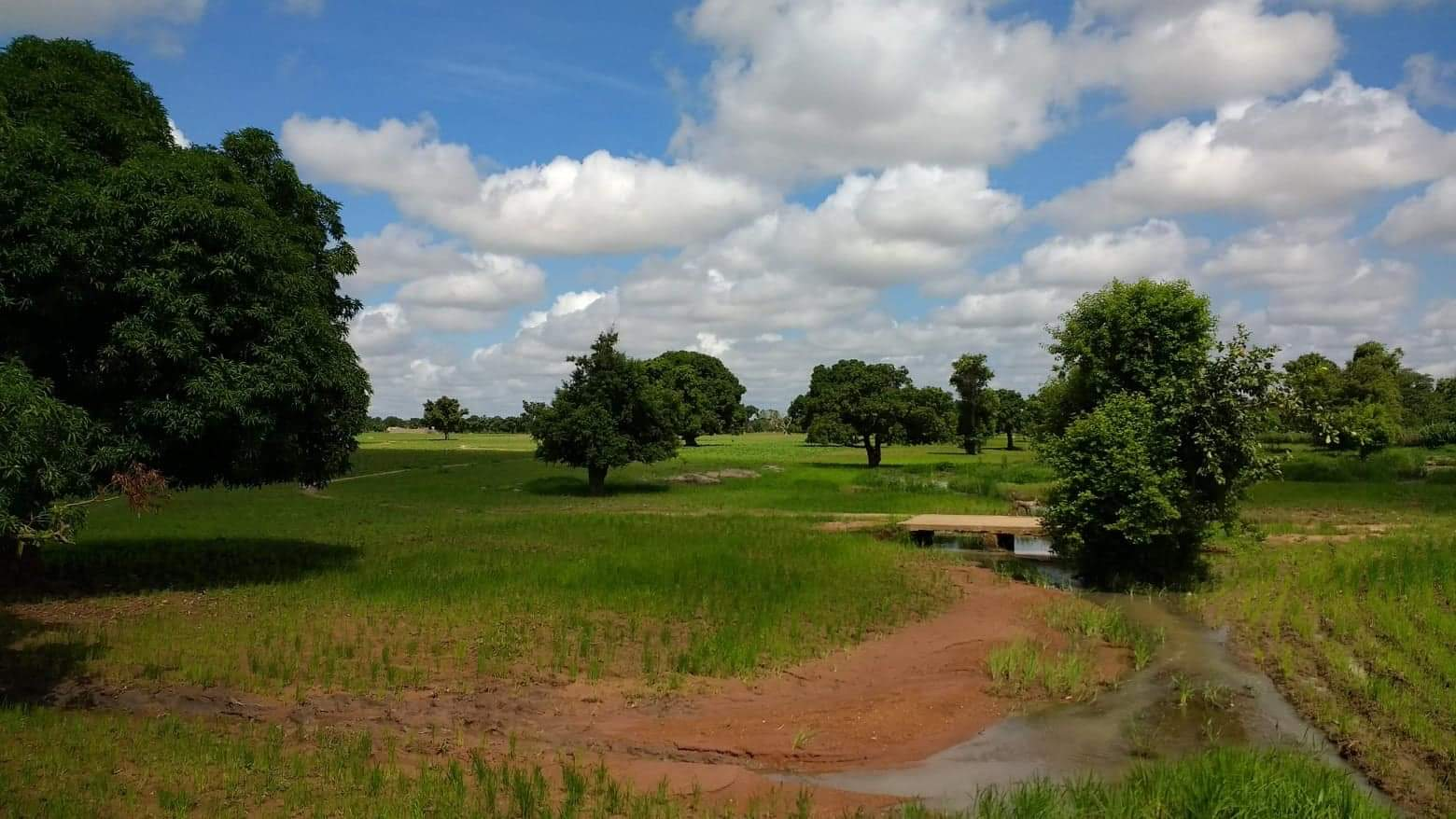
Velden in Ounet